# فیلم فرانک
فیلم فرانک (به انگلیسی: Frank Film) فیلمی ۹ دقیقه‌ای به کارگردانی فرانک موریس محصول کشور ایالات متحده آمریکا است.